# تئو تئوکولی
تئو تئوکولی (به انگلیسی: Teo Teocoli؛ زادهٔ ۲۵ فوریهٔ ۱۹۴۵) بازیگر اهل ایتالیا است.
از فیلم‌ها یا برنامه‌های تلویزیونی که وی در آن نقش داشته است، می‌توان به مستأجر طبقه بالا، تا ابد جوان، فروشگاه بزرگ، اسپاگتی در نیمه‌شب، سلام مریخی، مأموران آتش‌نشانی، عالیجناب با معشوقه‌اش زیر تخت، شیرین‌بیان، درایو این و گردان بهم‌ریخته اشاره کرد.